# Dorell Wright
Dorell Wright (Los Ángeles, California, 2 de diciembre de 1985) es un exjugador de baloncesto estadounidense que disputó 11 temporadas en la NBA. Con 2,06 metros de estatura, juega en la posición de alero.

## Trayectoria deportiva

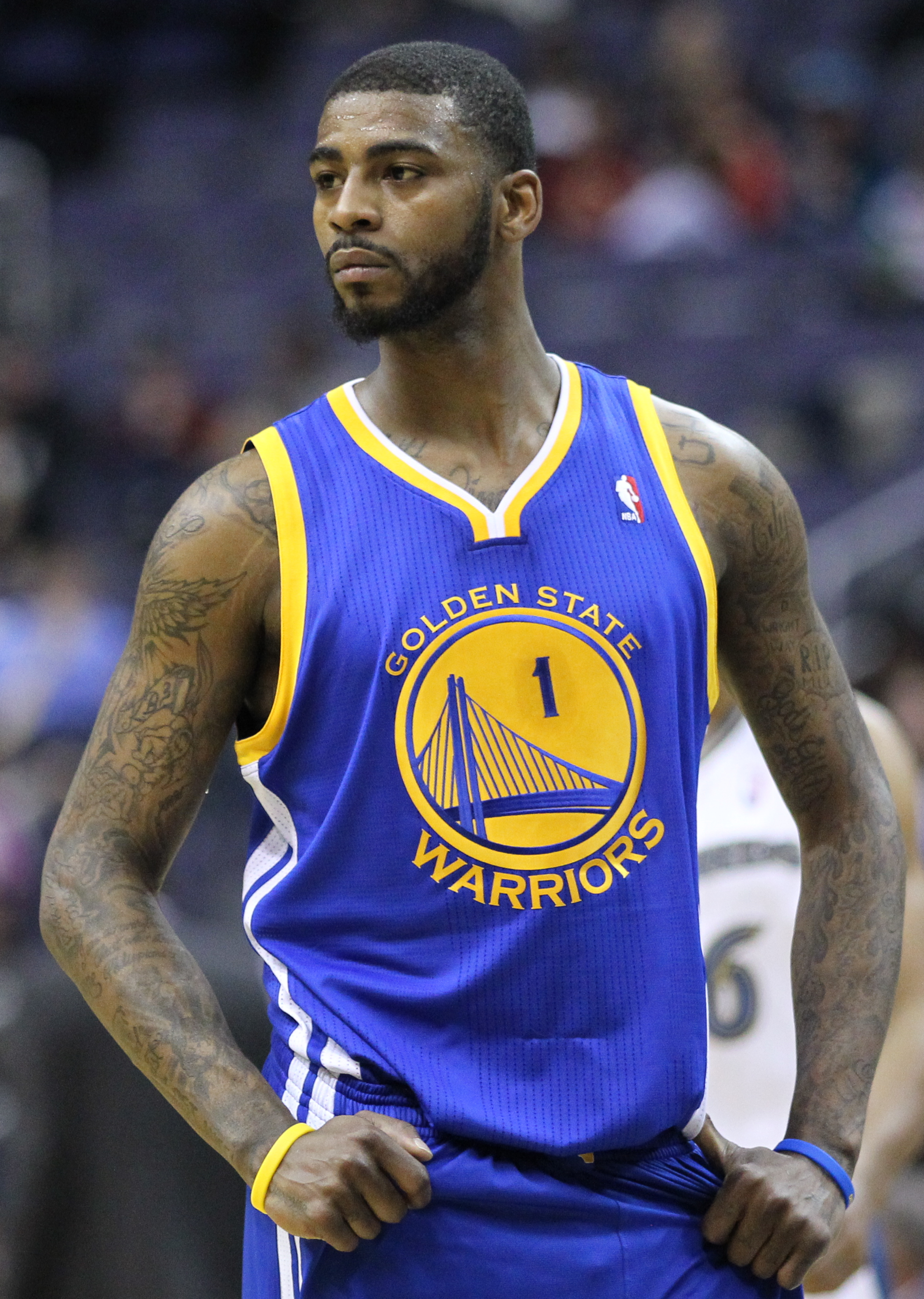
Dorell Wright en 2011.

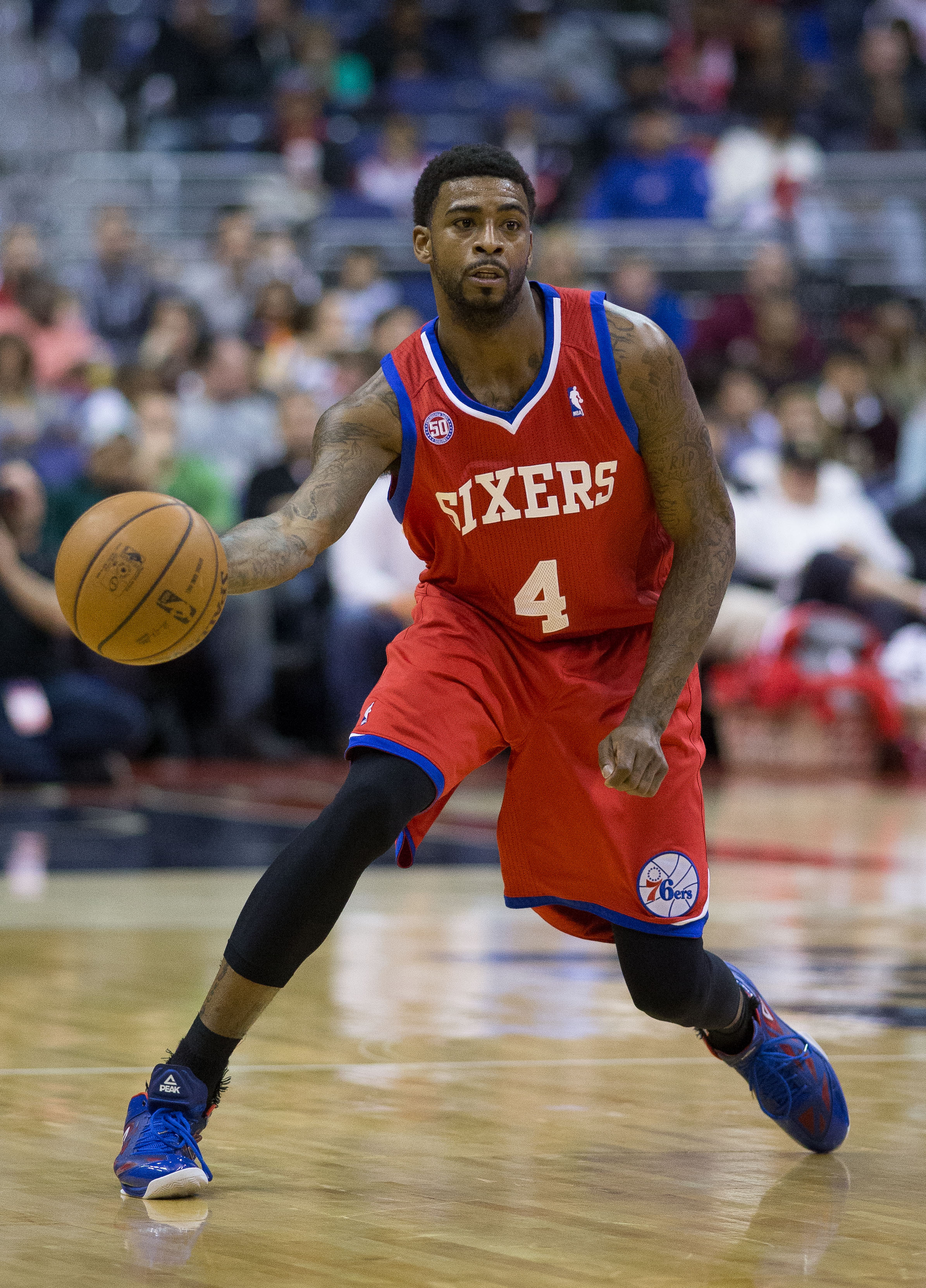
Wright con los 76ers en 2013.

### Profesional
Fue seleccionado en la posición 19 del draft de la NBA de 2004 por los Heat y promedió 2.3 puntos por partido en los tres que jugó en su temporada rookie. Entró en la liga directamente del instituto.
El 13 de julio de 2010, firmó como agente libre por Golden State Warriors.
El 11 de julio de 2012, Wright fue traspasado a Philadelphia 76ers en un intercambio entre tres equipos.
El 10 de julio de 2013, firmó un contrato con los Portland Trail Blazers.

[actualizar]

### Retirada
El 18 de noviembre de 2020, anunció su retirada del baloncesto profesional, después de 16 años de carrera, repartidas entre la NBA, China y Europa.

## Estadísticas de su carrera en la NBA
|  | Denota temporada en la que fue Campeón de la NBA |

### Temporada regular
| Año     | Equipo       | PJ  | PT  | MPP  | %TC  | %3P  | %TL   | RPP | APP | ROB | TPP | PPP  |
| ------- | ------------ | --- | --- | ---- | ---- | ---- | ----- | --- | --- | --- | --- | ---- |
| 2004-05 | Miami        | 3   | 0   | 9.0  | .273 | .000 | 1.000 | .3  | 1.0 | 1.3 | .0  | 2.3  |
| 2005-06 | Miami        | 20  | 2   | 6.6  | .465 | .500 | .882  | 1.6 | .4  | .2  | .1  | 2.9  |
| 2006-07 | Miami        | 66  | 19  | 19.6 | .445 | .147 | .744  | 4.1 | 1.4 | .6  | .7  | 6.0  |
| 2007-08 | Miami        | 44  | 34  | 25.1 | .488 | .364 | .826  | 5.0 | 1.4 | .7  | .9  | 7.9  |
| 2008-09 | Miami        | 6   | 0   | 12.2 | .400 | .000 | .333  | 3.3 | .3  | .3  | .0  | 3.0  |
| 2009-10 | Miami        | 72  | 1   | 20.8 | .463 | .389 | .884  | 3.3 | 1.3 | .7  | .4  | 7.1  |
| 2010-11 | Golden State | 82  | 82  | 38.4 | .423 | .376 | .789  | 5.3 | 3.0 | 1.5 | .8  | 16.4 |
| 2011-12 | Golden State | 61  | 61  | 27.0 | .422 | .360 | .816  | 4.6 | 1.5 | 1.0 | .4  | 10.3 |
| 2012-13 | Philadelphia | 79  | 8   | 22.6 | .396 | .374 | .851  | 3.8 | 1.9 | .8  | .4  | 9.2  |
| 2013-14 | Portland     | 68  | 13  | 14.5 | .374 | .342 | .754  | 2.8 | .9  | .3  | .2  | 5.0  |
| 2014-15 | Portland     | 48  | 2   | 12.6 | .379 | .380 | .810  | 2.3 | .9  | .4  | .2  | 4.6  |
| Total   | Total        | 549 | 222 | 22.4 | .424 | .365 | .806  | 3.8 | 1.5 | .8  | .5  | 8.4  |

### Playoffs
| Año   | Equipo   | PJ | PT | MPP  | %TC  | %3P  | %TL   | RPP | APP | ROB | TPP | PPP |
| ----- | -------- | -- | -- | ---- | ---- | ---- | ----- | --- | --- | --- | --- | --- |
| 2007  | Miami    | 1  | 0  | 1.0  | .000 | .000 | .000  | .0  | .0  | .0  | .0  | .0  |
| 2009  | Miami    | 1  | 0  | 3.0  | .000 | .000 | .000  | .0  | .0  | .0  | .0  | .0  |
| 2010  | Miami    | 5  | 0  | 22.4 | .360 | .250 | 1.000 | 3.8 | 1.8 | .4  | .0  | 5.0 |
| 2014  | Portland | 8  | 0  | 11.0 | .368 | .333 | .733  | 2.0 | .4  | .4  | 1.1 | 3.6 |
| 2016  | Miami    | 5  | 0  | 3.8  | .500 | .400 | 1.000 | 1.2 | .4  | .0  | .0  | 3.2 |
| Total | Total    | 15 | 0  | 11.2 | .389 | .320 | .833  | 2.1 | .7  | .3  | .5  | 3.5 |